# تخمر معوي

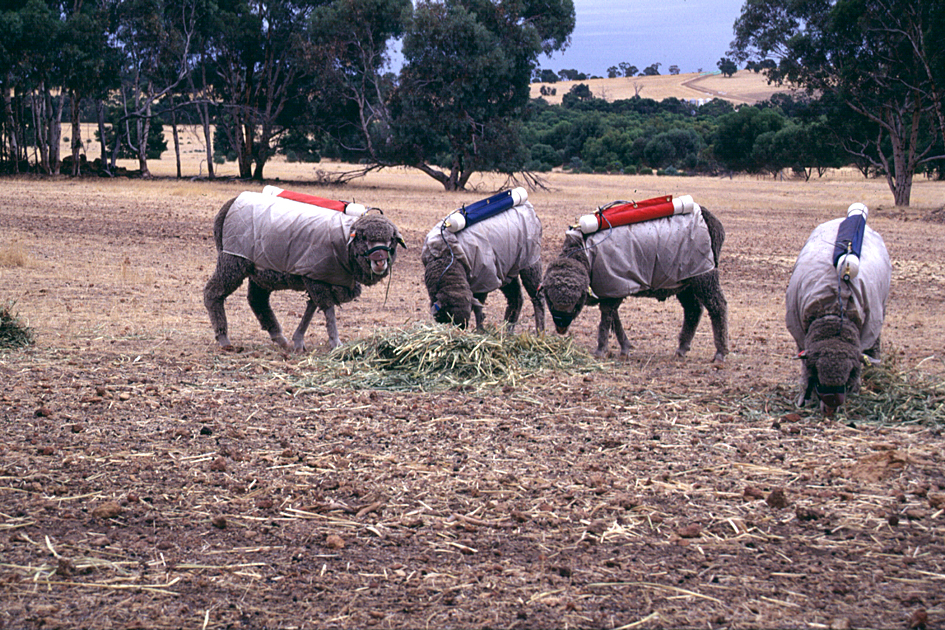
تجربة في أستراليا لالتقاط غاز الميثان من زفير الأغنام

التخمر المعوي هو عملية هضم حيوية تقوم خلالها الكائنات الحية الدقيقة الموجودة في أمعاء الحيوان وجهازه الهضمي بتكسير الكربوهيدرات وتحويلها إلى جزيئات بسيطة لكي يسهل امتصاصها في مجرى الدم للحيوان. تُعتبر عملية التخمر المعوي أحد العوامل التي تساهم في زيادة انبعاثات غاز الميثان نظراً لاعتماد الإنسان الزراعي في أجزاء كثيرة من العالم على تربية الحيوانات التي تعتمد على التخمر المعوي كآلية للهضم.

## الحيوانات المجترة
تُعرف الحيوانات المجترة بإنها تلك الحيوانات التي لها لكرش. والكرش هو عبارة عن معدة متعددة الحجرات توجد بشكل حصري تقريبًا في بعض الثدييات ذات الأصابع، مثل الأبقار والأغنام والغزلان، مما يمكنها من أكل نباتات وحبوب صلبة غنية بالسليلوز، والتي لا تستطيع الحيوانات أحادية المعدة (أي أن لها معدة ذات حجرة واحدة) مثل الإنسان والكلاب والقطط التغذي عليها وهضمها. وعلى الرغم من الاعتقاد الشائع بأن الإبل من الحيوانات المجترة، إلا أنها ليست حيوانات مجترة حقيقية.
يحدث التخمر المعوي عندما يتم إنتاج غاز الميثان في الكرش حيث يحدث التخمر الميكروبي، وعلى الرغم من أن هناك ما يزيد عن 200 نوع من الكائنات الحية الدقيقة الموجودة في كرش الحيوان، إلا أن حوالي 10٪ فقط منها تلعب دورًا مهمًا في عملية الهضم. يتجشأ الحيوان بعد ذلك معظم النواتج الثانوية للميثان، إلا أن نسبة صغيرة من الميثان تنتج أيضًا في الأمعاء الغليظة للحيوان وتنتقل على شكل انتفاخ. تعتبر انبعاثات غاز الميثان أحد العوامل الرئيسية المهمة التي تساهم بشكل فعال في زيادة انبعاثات الغازات الدفيئة التي تتسبب في زيادة الاحتباس الحراري العالمي.
تشير تقارير الهيئة الحكومية الدولية المعنية بتغير المناخ إلى أن غاز الميثان أكثر فاعلية بعشرين مرة من غاز ثاني أكسيد الكربون في حبس الحرارة في الغلاف الجوي، على الرغم من ملاحظة أن غاز الميثان يتم إنتاجه بكميات أقل بكثير من غاز ثاني الكربون. يمثل الميثان أيضًا خسارة كبيرة في الطاقة للحيوان تتراوح من 2 إلى 12٪ من إجمالي مدخول الطاقة. لذلك، فإن تقليل إنتاج الميثان المعوي من الحيوانات المجترة دون تغيير الإنتاج الحيواني أمر مرغوب فيه على حد سواء كاستراتيجية لتقليل انبعاثات غازات الاحتباس الحراري، وكوسيلة لتحسين كفاءة تحويل العلف. تساهم الحيوانات المجترة في أستراليا في إنتاج ما يزيد عن نصف غازات الاحتباس الحراري الناتجة من غاز الميثان. نفذت أستراليا برنامج تحصين طوعي للماشية بهدف المساعدة في تقليل غاز الميثان الناتج عن انتفاخ البطن في الحيوانات المجترة.
توجد في أستراليا أيضاً أنواعاً مجترة من حيوانات الكنغر تكون قادرة على إنتاج غاز ميثان أقل بنسبة 80٪ من الأبقار.